# Helmut Barz (Schriftsteller)
Helmut Barz (* 28. April 1969 in Braunschweig) ist ein deutscher Autor.

## Leben
Nach seinem 1988 absolvierten Abitur am Nordsee-Gymnasium in St. Peter-Ording in Schleswig-Holstein arbeitete er zunächst an mehreren Berliner Theatern. Danach studierte Barz ab 1990 Theaterwissenschaften in Gießen und anschließend von 1995 bis 1998 Theaterregie an der Hochschule für Musik und darstellende Kunst in Frankfurt am Main. Als freier Regisseur inszenierte er in Kapstadt, Stuttgart, Frankfurt und Celle. Daneben arbeitet er freiberuflich als Kreativdirektor und Texter für Werbeagenturen und andere Unternehmen. 2006 wurde sein erster Roman Weißes Blut veröffentlicht. Seit 2009 schreibt er Kriminalromane um die Frankfurter Kommissarin Katharina Klein. Seine Theaterstücke Der Lerche rot gemaltes Lied, Der letzte Henker, The Devil's Blues und Die Herrin wurden noch nicht uraufgeführt. Barz wohnt in Offenbach am Main (2011).

## Auszeichnungen
Der Kriminalroman WestEnd Blues erhielt 2010 den Bloody Cover - Preis.

## Werke
- Weißes Blut. Roman. Gryphon-Verlag, München 2006, ISBN 3-937800-64-6.
- WestEnd Blues. Ein Katharina-Klein-Krimi. Sutton, Erfurt 2009, ISBN 978-3-86680-484-5.
- African Boogie. Ein Katharina-Klein-Krimi. Sutton, Erfurt 2011, ISBN 978-3-86680-749-5.
- Dolphin Dance. Ein Katharina-Klein-Krimi. Sutton, Erfurt 2012, ISBN 978-3-95400-038-8.
- Damenopfer. Katharina Klein in den Schlagzeilen. Sutton, Erfurt 2015, ISBN 978-3-95400-451-5.
- Die Herrin. Eine schaurige Novelle aus böser, alter Zeit. Edition Coeurart 2015, ISBN 978-1-51174-406-5.
- Ein dreckiger Job. Seelenakte Frankfurt am Main. Feder & Schwert Köln 2019, ISBN 978-3867623582.
- Brumm! Eine schwarz/weiße Fabel für das postfaktische Zeitalter. edition coeurart 2020, ISBN 978-3966982849.